# 남양도호부 선정비
남양도호부 선정비는 대한민국 경기도 화성시 남양읍 남양리, 남양읍사무소 내에 있는 선정비이다. 2019년 10월 23일 향토문화재(유형) 제16호로 지정되었다.

## 지정 사유
선정비는 조선후기 탐관의 상징으로 그간 문화재 관리와 조사연구에서 외면되어 왔으나, 지역사와 관련된 자료로서 현재는 새롭게 평가받고 있으며, 남양도호부 선정비에 관련된 일화등 수령들의 인적구성을 통해 지역사 연구 활용에 좋은 자료이다.